# Somerville, Ohio
Somerville là một làng thuộc quận Butler, tiểu bang Ohio, Hoa Kỳ. Năm 2010, dân số của làng này là 281 người.

## Dân số
- Dân số năm 2000: 294 người.
- Dân số năm 2010: 281 người.